# GVV Be Quick in het seizoen 1954/55
Het seizoen 1954/1955 was het eerste jaar in het bestaan van de Groninger betaaldvoetbalclub Be Quick. De club kwam uit in de Eerste klasse D en eindigde daarin op de 14e plaats, dit betekende dat de club in het nieuwe seizoen uitkwam op het één-na-hoogste voetbalniveau Eerste klasse.

## Wedstrijdstatistieken

### Eerste klasse B(afgebroken)
|       | Ajax  | DOS | EDO   | Enschedese Boys | Go Ahead | Heracles | N.E.C. | Rigtersbleek | Stormvogels | Veendam | De Volewijckers | Zwolsche Boys |
| ----- | ----- | --- | ----- | --------------- | -------- | -------- | ------ | ------------ | ----------- | ------- | --------------- | ------------- |
| Thuis | 1 – 4 | –   | –     | –               | –        | 1 – 2    | –      | –            | –           | 5 – 3   | 0 – 1           | –             |
| Uit   | –     | –   | 1 – 4 | 5 – 1           | 4 – 3    | –        | –      | –            | 0 – 0       | –       | –               | –             |

### Eerste klasse D
|       | AGOVV | Ajax  | BVV   | D.F.C. | Eindhoven | De Graafschap | HVC   | RBC   | Sportclub Enschede | De Volewijckers | VSV   | VVV   | Xerxes |
| ----- | ----- | ----- | ----- | ------ | --------- | ------------- | ----- | ----- | ------------------ | --------------- | ----- | ----- | ------ |
| Thuis | 1 – 2 | 1 – 0 | 0 – 1 | 0 – 0  | 1 – 2     | 1 – 3         | 0 – 6 | 0 – 5 | 1 – 1              | 3 – 0           | 1 – 2 | 1 – 7 | 1 – 1  |
| Uit   | 1 – 1 | 5 – 1 | 1 – 2 | 2 – 1  | 4 – 0     | 2 – 1         | 5 – 0 | 3 – 0 | 2 – 1              | 3 – 2           | 3 – 2 | 2 – 0 | 1 – 2  |

## Statistieken Be Quick 1954/1955

### Eindstand Be Quick in de Nederlandse Eerste klasse D 1954 / 1955
| Stand | Gespeeld | Gewonnen | Gelijk | Verloren | Punten | Doelpunten voor | Doelpunten tegen |
| ----- | -------- | -------- | ------ | -------- | ------ | --------------- | ---------------- |
| 14e   | 26       | 4        | 4      | 18       | 12     | 24              | 64               |

### Eindstand Be Quick in de Nederlandse Eerste klasse B (afgebroken) 1954 / 1955
| Stand | Gespeeld | Gewonnen | Gelijk | Verloren | Punten | Doelpunten voor | Doelpunten tegen |
| ----- | -------- | -------- | ------ | -------- | ------ | --------------- | ---------------- |
| 12e   | 8        | 2        | 1      | 5        | 5      | 15              | 20               |

### Topscorers
| #      | Naam              | Goal |
| ------ | ----------------- | ---- |
| 1.     | Joep Brandes      | 5    |
| 1.     | Jacky Oldenstam   | 5    |
| 3.     | Klaas Lugthart    | 4    |
| 4.     | Jan Fabels        | 3    |
| 5.     | Henk Rozema       | 2    |
| 6.     | Herman van Asselt | 1    |
| 6.     | Jan Duit          | 1    |
| 6.     | Ids Kwast         | 1    |
| 6.     | Ru Vink           | 1    |
| 6.     | Arie de Vroet     | 1    |
| Totaal | Totaal            | 24   |

| #      | Naam            | Goal |
| ------ | --------------- | ---- |
| 1.     | Klaas Lugthart  | 7    |
| 2.     | Jan Duit        | 3    |
| 2.     | Jacky Oldenstam | 3    |
| 4.     | Ids Kwast       | 1    |
| 4.     | Henk Rozema     | 1    |
| Totaal | Totaal          | 15   |